# Gongxianosaurus
Gongxianosaurus ist eine Gattung sehr ursprünglicher sauropoder Dinosaurier aus dem Unterjura Chinas. Die einzige Art ist Gongxianosaurus shibeiensis. Gongxianosaurus gehört zu den am vollständigsten überlieferten ursprünglichen Sauropoden: Das Skelett ist zum Großteil bekannt, lediglich das Handskelett und der Großteil des Schädels fehlt. Die Gattung wurde 1998 in einem kurzen Bericht erstmals beschrieben, eine umfangreiche wissenschaftliche Bearbeitung steht allerdings noch aus.
Der Name Gongxianosaurus shibeiensis weist auf den Fundort nahe dem Dorf Shibei im Kreis Gong (珙县; Pinyin: Gǒng Xiàn).

## Beschreibung
Gongxianosaurus wird auf eine Länge von 14 Meter geschätzt. Wie alle Sauropoden bewegte sich diese Gattung vierbeinig fort, wie die verlängerten Vorderbeine zeigen, die 70 bis 75 % der Länge der Hinterbeine ausmachten. Die Zehenglieder (Phalangen) waren sauropodentypisch kurz und robust, die Phalangenformel des Fußes (die Anzahl der Zehenglieder, gezählt vom innersten zum äußersten Strahl) betrug 2-3-4-5-1. Alle bis auf die äußerste Zehe endeten in Krallen. Gewichtssparende seitliche Aushöhlungen der Wirbel (Pleurocoele), wie sie spätere Sauropoden zeigten, fehlten, womit die Wirbel recht massiv waren. Das Kreuzbein bestand aus drei miteinander verschmolzenen Kreuzbeinwirbeln. Die Chevron-Knochen waren ungegabelt.
Typisch für alle Sauropoden war die geringe Verknöcherung der Gliedmaßen – die Tendenz, Knochenmasse in den Gelenken durch Knorpel zu ersetzen. Gongxianosaurus ist der einzige Sauropode, von dem verknöcherte untere (distale) Fußwurzelknochen überliefert sind. Dieses sehr ursprüngliche Merkmal könnte dafür sprechen, dass sich die Vorfahren von Gongxianosaurus sehr früh von der Hauptentwicklungslinie der Sauropoden abspalteten. Ob dieses Merkmal bei anderen frühen Sauropoden jedoch tatsächlich fehlte oder lediglich als Folge der fragmentarischen Erhaltung nicht überliefert ist, ist unklar.

## Systematik
Da eine genaue Beschreibung noch aussteht, wurde Gongxianosaurus bislang erst in wenigen kladistischen Analysen berücksichtigt. Eine neuere Analyse von Cecilia Apaldetti und Kollegen (2011) lässt darauf schließen, dass Gongxianosaurus basaler (ursprünglicher) war als Vulcanodon, Tazoudasaurus und Isanosaurus, aber stärker abgeleitet (fortgeschrittener) als die frühen Sauropoden Antetonitrus, Lessemsaurus, Blikanasaurus, Camelotia und Melanorosaurus.

## Fundgeschichte
Gongxianosaurus stammt aus einem Fundort in der Nähe des Dorfes Shibei in der chinesischen Provinz Sichuan. Der Fundort schließt purpurfarbene Pelite der Ziliujing-Formation (Dongyueshan-Member) auf, einem Schichtglied der Dashanpu-Formation, und kann auf das Toarcium datiert werden. Damit sind die Fossilien jüngeren Alters als die des „Prosauropoden“ Lufengosaurus, aber älter als die des sehr gut bekannten frühen Sauropoden Shunosaurus.
Die Fossilien wurden im Mai 1997 während einer geologischen Erkundung entdeckt. Die noch im selben Monat gestarteten Grabungsarbeiten brachten auf einer Fläche von etwa 200 Quadratmetern zahlreiche Fossilien zu Tage, die vier fragmentarische bis vollständige Gongxianosaurus-Skelette, aber auch Überreste von Theropoden mit einschließen. 1998 folgte die Erstbeschreibung in Form eines kurzen Berichts von einer Forschergruppe um He Xinlu, die die neue Sauropodengattung Gongxianosaurus benannte und beschrieb. Die Grabungsarbeiten waren zu diesem Zeitpunkt noch nicht abgeschlossen, umfangreichere Untersuchungen wurden angekündigt. 2000 erschien eine zweite kurze Beschreibung von Luo Yaonan und Wang Changsheng. Diese im Stil einer Erstbeschreibung gehaltene Veröffentlichung präsentierte Gongxianosaurus als neuen Sauropoden, die zwei Jahre zuvor erschienene Erstbeschreibung von He und Kollegen wird nicht erwähnt. Auch der Inhalt deckt sich größtenteils mit der Erstbeschreibung von He und Kollegen.
Luo und Wang berichten, dass verschiedene, bei Shibei gefundene Knochen möglicherweise nicht zu Gongxianosaurus shibeiensis zu stellen sind, sondern zu einer zweiten Gongxianosaurus-Art gehören.